# 熊谷五右衛門

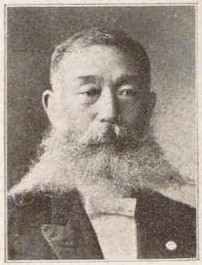
熊谷五右衛門

熊谷 五右衛門（五右衞門、くまがい ごうえもん / ごえもん、1865年7月25日（慶応元年6月3日）- 1942年（昭和17年）9月1日）は、明治から昭和前期の農業経営者、政治家。衆議院議員。

## 経歴
越前国坂井郡熊坂村（福井県坂井郡坪江村、金津町熊坂を経て現あわら市熊坂）で、先代・熊谷五右衛門の長男として生まれる。農業を営む。1880年（明治13年）7月、家督を相続した。
坪江村会議員、坪江村長、坂井郡会議員、丸岡町長を務めた。1893年（明治26年）福井県会議員に選出され通算17年在任し、杉田定一系の中心として活動し、参事会員、副議長、議長も務めた。この間、九頭竜川の改修に尽力した。
1912年（明治45年）5月の第11回衆議院議員総選挙で福井県郡部から出馬して当選した。その後、第13回、第15回、第16回、第18回から第20回総選挙まで当選し、衆議院議員に通算7期在任した。この間、北陸本線（現在のハピラインふくい線）の牛ノ谷駅、春江駅の新規設置に尽力し、衆議院全院委員長、立憲民政党相談役などを務めた。
その他、福井日報社長、福井地方森林会議員なども務めた。

## 親族
- 養女 名村たに（衆議院議員名村忠治の妻）[4]